# Сердобольская улица
Сердобо́льская улица — улица в Санкт-Петербурге, проходящая в Выборгском и Приморском районах. Начинается от Большого Сампсониевского проспекта, вблизи железнодорожной станции Ланская, и проходит до Набережной Чёрной речки.

## История
Улица существует с 1849 года, первоначально она называлась Никольской и проходила от Большого Сампсониевского проспекта до Языкова переулка (сейчас Белоостровская улица). Позже, в конце XIX века, улицу продлили до набережной Чёрной речки. С 1859 года она носит современное название — по городу Сердоболю (ныне Сортавала).
В начале XX века каменными зданиями была застроена часть в районе станции Ланская, выходящая на Большой Сампсониевский проспект, остальная часть улицы была типичной городской окраиной. По всей длине улицы от Чёрной речки до Ланской ходила конка, по Большому Сампсониевскому осуществлялось трамвайное движение в сторону Политехнического института.
К 1925 году улица была застроена с северной стороны, она стала транспортной артерией нового микрорайона. В 1933 году была благоустроена Торжковская улица, которая связала Сампсониевский проспект с районом Лесной, и часть Сердобольской улицы утратила транспортные функции. В том же году по улице от Торжковской до Сампсониевского пущена линия трамвая (существующая до настоящего времени), но пассажиропоток был настолько мал, что на участке до Чёрной речки трамвай делал единственную остановку.

## Достопримечательности
- Дом № 1 / Большой Сампсониевский проспект, 108 — корпус вдоль Сердобольской был построен в 1910 году как доходный дом. До 2014 года здесь находилась квартира М. В. Фофановой (№ 41), с 7 (20) октября по 24 октября (6 ноября) 1917 года служившая последним конспиративным убежищем Владимира Ленина[4]. В 1938 году в доме был открыт мемориальный музей. В 1958 году дом был реконструирован — надстроены два этажа, заново облицован фасад. В 1960 году на доме появилась мемориальная доска, посвящённая пребыванию здесь Ленина, а в ноябре 1967 года перед ним установлен бюст Ленина работы скульптора Е. Г. Захарова[5]. На торце стоящего напротив дома (№ 2в) в это же время было помещено крупномасштабное панно (художник Э. X. Насибулин), изображающее рабочего и работницу, солдата, матроса. а также схему пути Ленина из квартиры Фофановой в Смольный в ночь на 25 октября (7 ноября). В начале 2010-х годов панно было утрачено. В 1997 году на фасаде дома была установлена мемориальная доска, посвящённая народному художнику России В. И. Курдову, жившему здесь с 1959 по 1989 годы.

- Дом № 2, литера Г — административное здание трамвайного парка № 5, архитектор А. А. Ламагин, 1913—1915 годы. На фасаде установлена мемориальная доска, гласящая: «15 апреля 1942 г. после 4-месячного перерыва благодаря героическому труду работников парка возобновилось трамвайное движение по улицам блокадного Ленинграда».
- Дом № 35 — архитектор Борис Фурман. Здесь в ночь на 18 (31) октября 1917 года в квартире рабочего Д. И. Павлова состоялась встреча В. И. Ленина с руководителями Военной организации при ЦК РСДРП(б) Н. И. Подвойским, В. А. Антоновым-Овсеенко и В. И. Невским, на которой обсуждалась подготовка вооружённого восстания в Петрограде. Здесь же в 1917 году находилось Русское бюро ЦК РСДРП(б)[6].

## Пересечения
- Большой Сампсониевский проспект
- Ветка Октябрьской железной дороги Выборгского направления
- Студенческая улица
- Торжковская улица
- Бежецкий переулок
- Белоостровская улица
- Лисичанская улица
- Набережная Чёрной речки

## Галерея

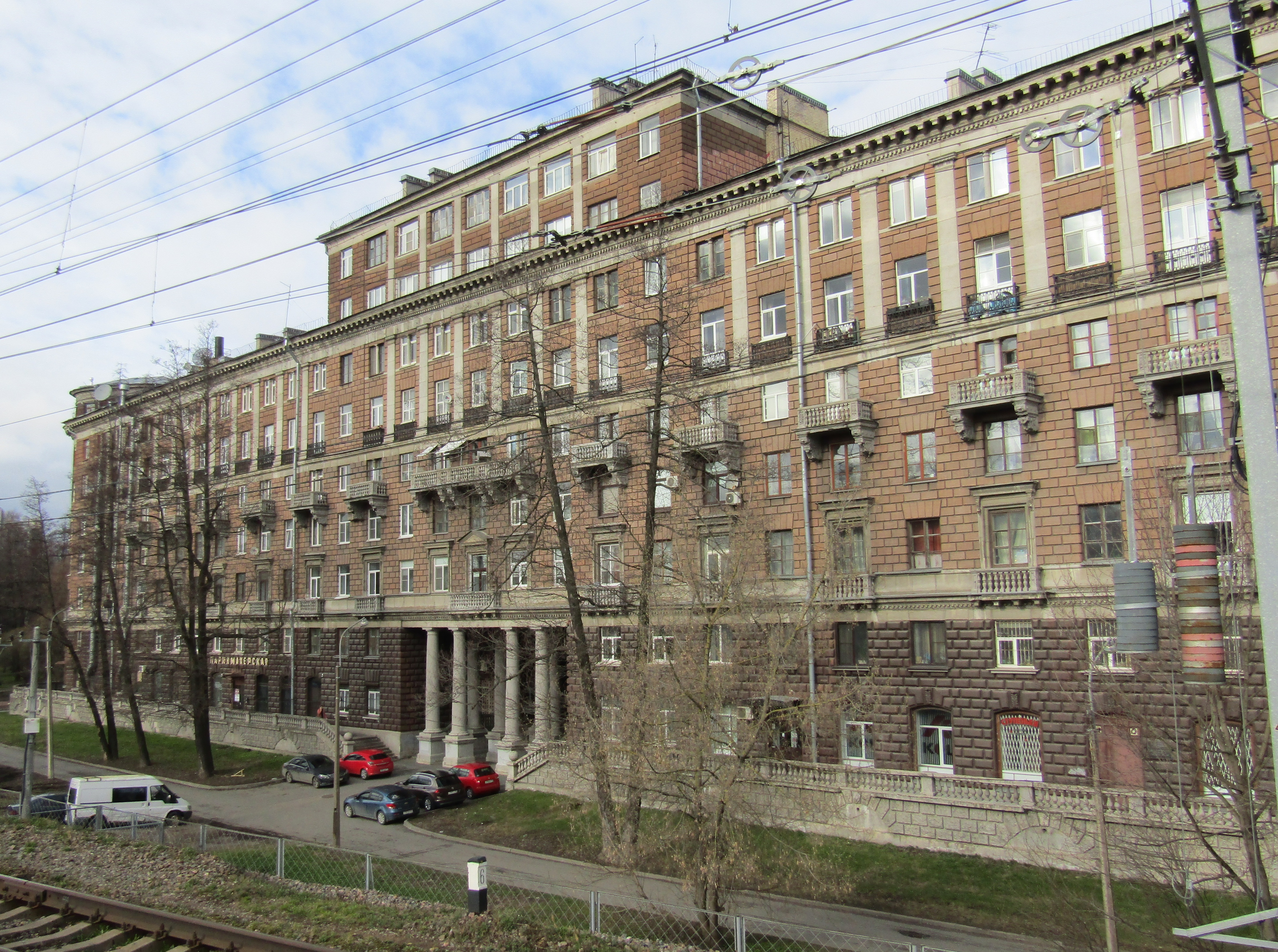
Дом 1
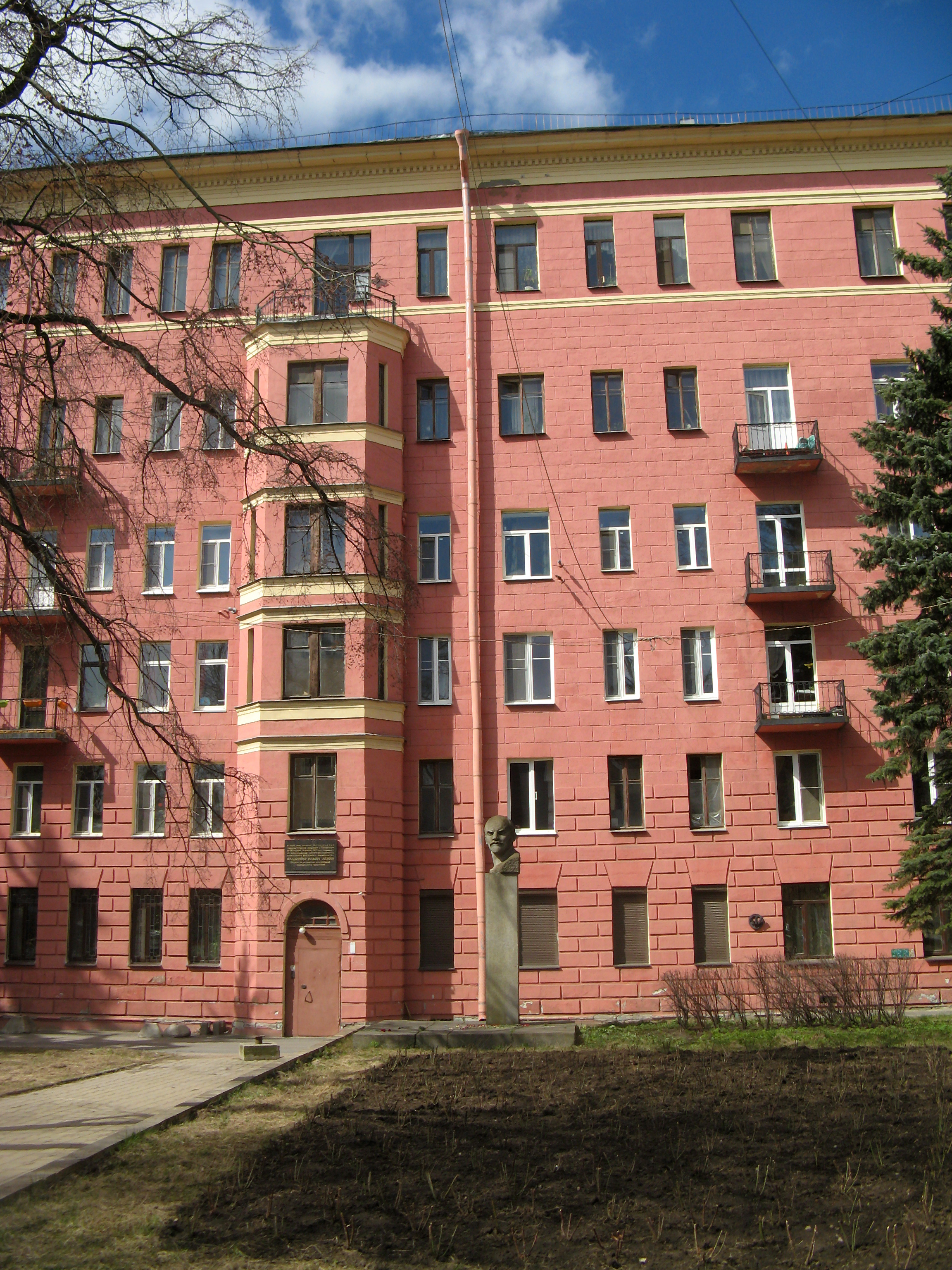
Дом 1А
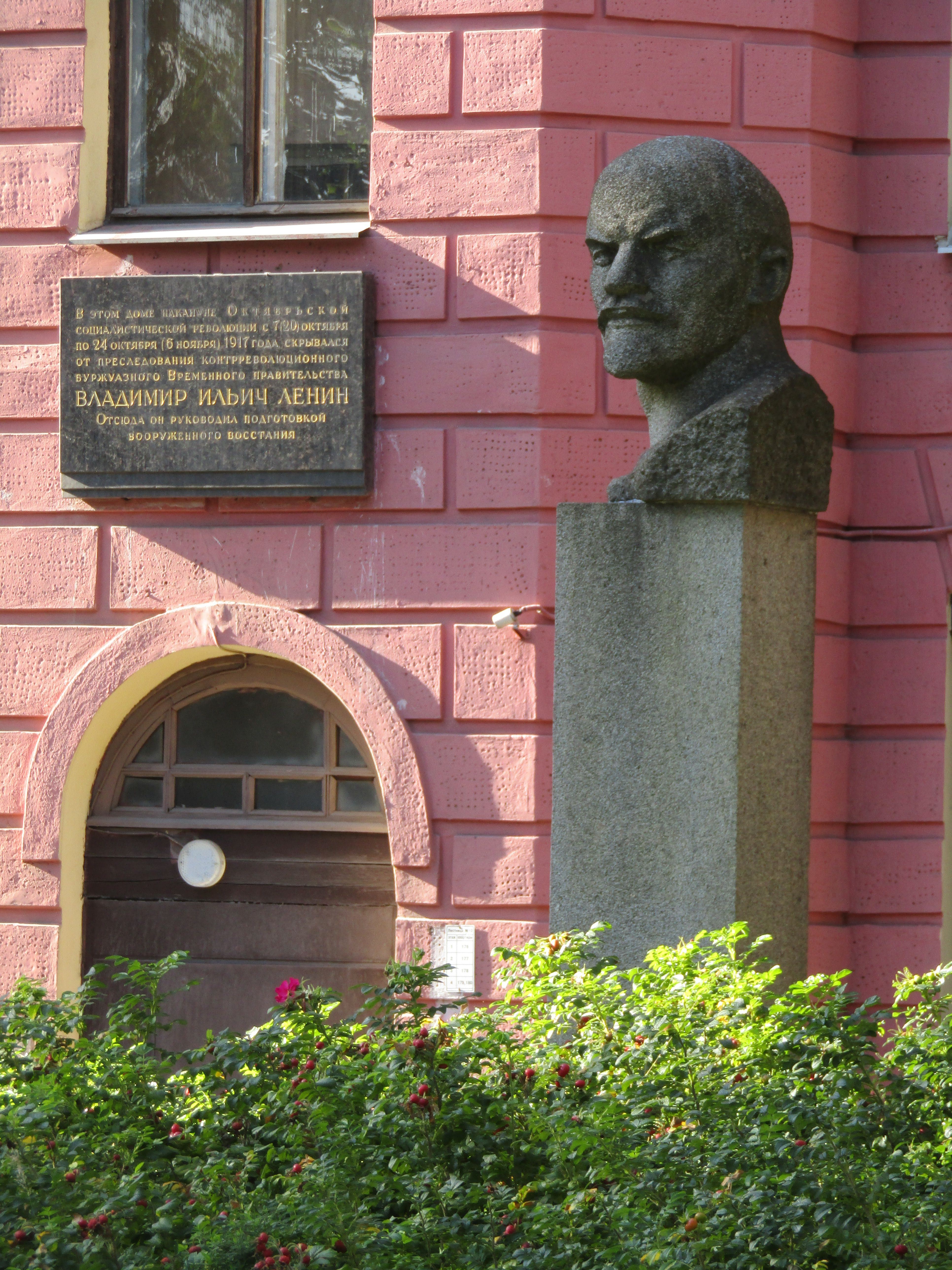
Памятная табличка на доме 1А и бюст Ленина
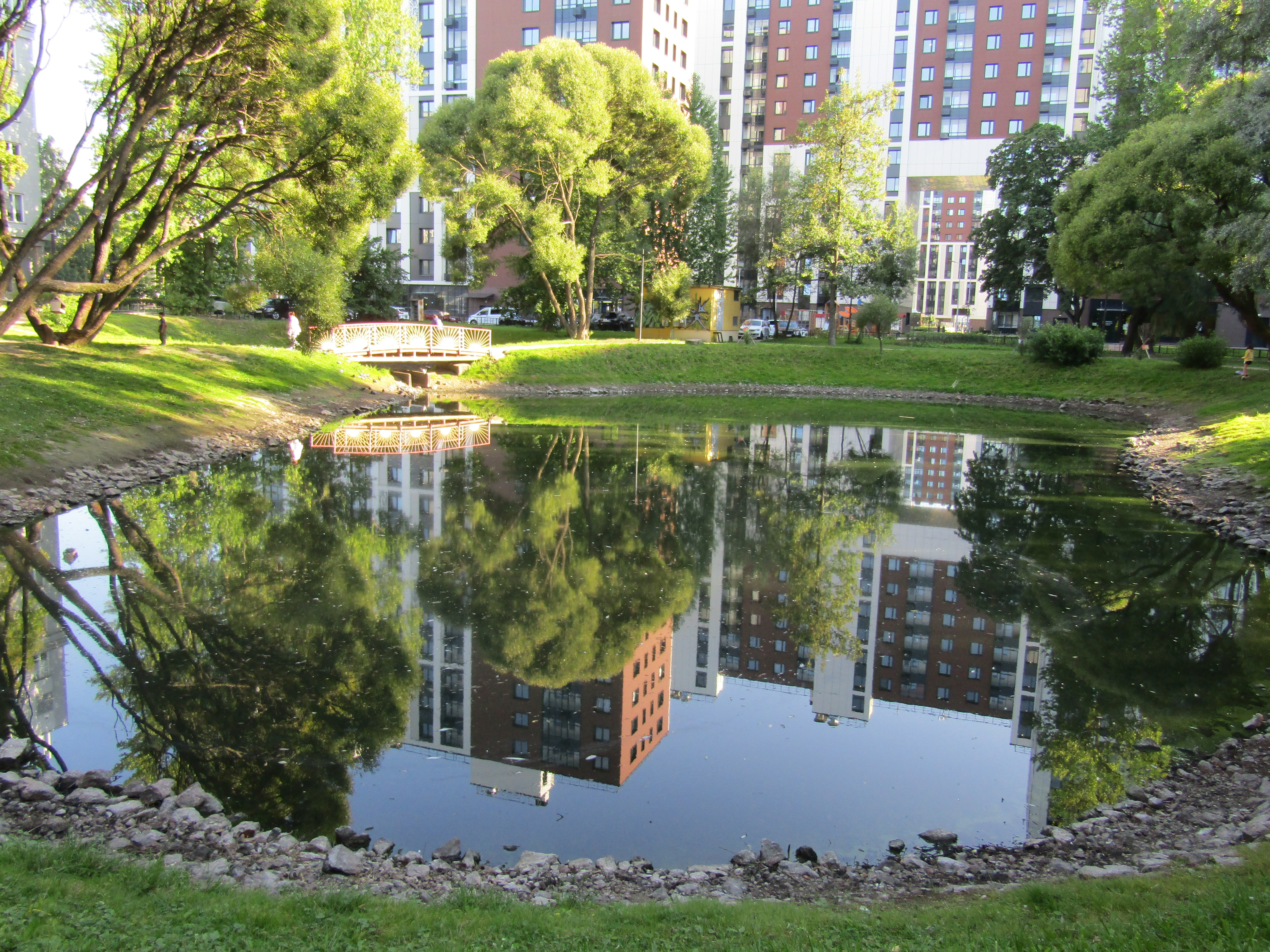
Пруд в Пионерском саду
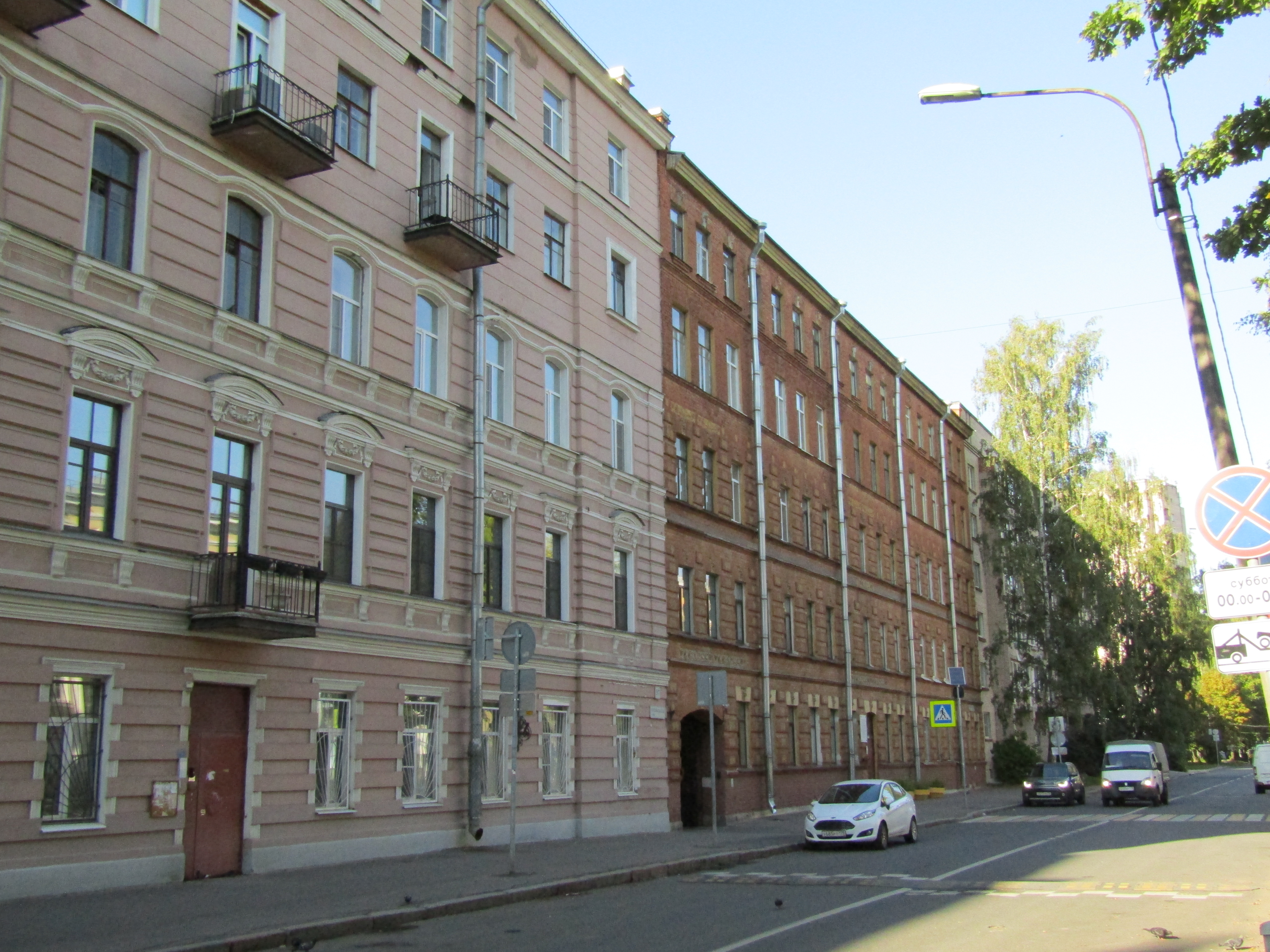
Дом 35 и дом 37 (слева)
Остатки панно на доме 2в (2008 год)